# Campeonato Potiguar 2023
In 2023 werd het 104de Campeonato Potiguar gespeeld voor voetbalclubs uit de Braziliaanse staat Rio Grande do Norte. De competitie werd georganiseerd door de FNF en werd gespeeld van 10 januari tot 6 augustus. América de Natal werd kampioen.

## Eerste fase

### Groep A
| Plaats | Club                | Wed. | W | G | V | Saldo | Ptn. |
| ------ | ------------------- | ---- | - | - | - | ----- | ---- |
| 1.     | ABC                 | 8    | 7 | 1 | 0 | 23:2  | 22   |
| 2.     | Santa Cruz de Natal | 8    | 2 | 3 | 3 | 7:13  | 9    |
| 3.     | Potyguar Seridoense | 8    | 2 | 1 | 5 | 3:12  | 7    |
| 4.     | Alecrim             | 8    | 0 | 3 | 5 | 3:13  | 3    |

|  | Geplaatst voor tweede fase |
|  | Degradatie play-off        |

### Groep B
| Plaats | Club                | Wed. | W | G | V | Saldo | Ptn. |
| ------ | ------------------- | ---- | - | - | - | ----- | ---- |
| 1.     | América de Natal    | 8    | 6 | 1 | 1 | 18:3  | 19   |
| 2.     | Potiguar de Mossoró | 8    | 3 | 3 | 2 | 13:12 | 12   |
| 3.     | Força e Luz         | 8    | 2 | 2 | 4 | 6:10  | 8    |
| 4.     | Globo               | 8    | 2 | 2 | 4 | 3:11  | 8    |

Degradatie play-off
| Team #1 | Tot.  | Team #2 | 1ste wed | 2de wed |
| ------- | ----- | ------- | -------- | ------- |
| Alecrim | 2 - 3 | Globo   | 0 - 1    | 2 - 2   |

## Tweede fase
| Plaats | Club                | Wed. | W | G | V | Saldo | Ptn. |
| ------ | ------------------- | ---- | - | - | - | ----- | ---- |
| 1.     | América de Natal    | 6    | 4 | 1 | 1 | 14:3  | 13   |
| 2.     | ABC                 | 6    | 4 | 0 | 2 | 9:6   | 12   |
| 3.     | Potiguar de Mossoró | 6    | 2 | 1 | 3 | 7:10  | 7    |
| 4.     | Santa Cruz de Natal | 6    | 1 | 0 | 5 | 4:15  | 3    |

|  | Geplaatst voor finale |

## Finale
Heen
|              |                  |       |     |                        |
| 10 mei 20:00 | América de Natal | 2 – 2 | ABC | Arena das Dunas, Natal |
| 10 mei 20:00 | Gabriel 64'      |       |     | Arena das Dunas, Natal |

Terug
|              |     |       |                  |                    |
| 17 mei 20:00 | ABC | 4 – 2 | América de Natal | Frasqueirão, Natal |
| 17 mei 20:00 |     |       |                  | Frasqueirão, Natal |

## Totaalstand
| Plaats | Club                | Wed. | W  | G | V | Saldo | Ptn. |
| ------ | ------------------- | ---- | -- | - | - | ----- | ---- |
| 1.     | América de Natal    | 16   | 11 | 2 | 2 | 33:6  | 36   |
| 2.     | ABC                 | 16   | 11 | 2 | 3 | 32:9  | 35   |
| 3.     | Potiguar de Mossoró | 14   | 5  | 4 | 5 | 20:22 | 19   |
| 4.     | Santa Cruz de Natal | 14   | 3  | 3 | 8 | 11:28 | 12   |
| 5.     | Força e Luz         | 8    | 2  | 2 | 4 | 6:10  | 8    |
| 6.     | Potyguar Seridoense | 8    | 2  | 1 | 5 | 3:12  | 7    |
| 7.     | Globo               | 10   | 3  | 3 | 4 | 6:13  | 12   |
| 8.     | Alecrim             | 10   | 0  | 4 | 6 | 5:16  | 4    |

|  | Kampioen, geplaatst voor Copa do Brasil 2024     |
|  | Vicekampioen, geplaatst voor Copa do Brasil 2024 |
|  | Geplaatst voor Série D 2024                      |
|  | Degradatie                                       |

## Kampioen
| Campeonato Potiguar de 2023           |
| Rio Grande do Norte                   |
| ------------------------------------- |
| AMÉRICA DE NATAL Kampioen (37° titel) |

1919 · 1920 · 1921 · 1922 · 1923 · 1924 · 1925 · 1926 · 1927 · 1928 · 1929 · 1930 · 1931 · 1932 · 1933 · 1934 · 1935 · 1936 · 1937 · 1938 · 1939 · 1940 · 1941 · 1942 · 1943 · 1944 · 1945 · 1946 · 1947 · 1948 · 1949 · 1950 · 1951 · 1952 · 1953 · 1954 · 1955 · 1956 · 1957 · 1958 · 1959 · 1960 · 1961 · 1962 · 1963 · 1964 · 1965 · 1966 · 1967 · 1968 · 1969 · 1970 · 1971 · 1972 · 1973 · 1974 · 1975 · 1976 · 1977 · 1978 · 1979 · 1980 · 1981 · 1982 · 1983 · 1984 · 1985 · 1986 · 1987 · 1988 · 1989 · 1990 · 1991 · 1992 · 1993 · 1994 · 1995 · 1996 · 1997 · 1998 · 1999 · 2000 · 2001 · 2002 · 2003 · 2004 · 2005 · 2006 · 2007 · 2008 · 2009 · 2010 · 2011 · 2012 · 2013 · 2014 · 2015 · 2016 · 2017 · 2018 · 2019 · 2020 · 2021 · 2022 · 2023 · 2024